# 平模镇
平模镇，是中华人民共和国贵州省遵义市道真仡佬族苗族自治县下辖的一个乡镇级行政单位。

## 行政区划
平模镇下辖以下地区：
平模村、兴宝村和顺河村。